# Mary Santpere
Maria Santpere Hernáez, coneguda com a Mary Santpere (Barcelona, 1 de setembre del 1913 - Madrid, 23 de setembre del 1992) va ser una polifacètica actriu, vedet i humorista catalana. Va tocar tots els registres, especialment la comèdia, i tots els mitjans (teatre, ràdio, cinema i televisió).

## Biografia
Mary Santpere va néixer en un tren camí de Barcelona el 1913. Era filla de na Rosa Hernáez i Esquirol, ballarina, cantant de sarsuela i actriu, i d'en Josep Santpere i Pey, famós actor, cantant, director i empresari teatral barceloní.
S'inicià en el món del teatre fent de modista, preparant el vestuari de les obres que representaven els seus pares al Paral·lel. Amb la Guerra Civil i les dificultats econòmiques que comportà, tant ella com la seva germana s'incorporaren a la companyia del Teatro Español el 1938. El vodevil Mariano de la O va ser el seu primer èxit.
Va aparèixer en una primera pel·lícula com a actriu de repartiment el 1938, amb Paco Martínez Soria, heroi maldestre de «Paquet, el fotògraf públic número u» amb qui va treballar posteriorment al teatre i cinema amb obres com “Las siete mujeres de Adán”,”Un señor dentro de un armario” i “El difunto es un vivo”.
Va ser el català Ignasi Ferrés Iquino qui va dirigir l'obra d'uns cinquanta minuts produïda pel Sindicat de la Indústria de l'Espectacle, una de les molt poques ficcions, a fortiori humorístiques, realitzades durant la guerra civil a la zona republicana.
En 1939, mentre que els colpistes desmunten tota la república, Mary Santpere que acabava de perdre el seu pare, va treballar amb Eduardo García Maroto, en una altra comèdia, Los cuatro robinsones amb Antonio Vico. L'actriu es va trobar després de nou Iquino (serà un dels seus directors de predilecció durant 4 dècades) i les seves tres pel·lícules de pura comèdia, entre les quals Boda accidentada (1942) amb Luis Prendes.
Durant els anys quaranta Mary va tenir també com a col·lega de cinema favorit a Fernando Freyre d'Andrade amb qui es va posar a la primera plana i gairebé es va fer estrella del film Ángela es así (1945) de Ramón Quadreny, en comptes de Josita Hernán, la veritable vedet de la història. Podem també esmentar el seu paper de nurse anglesa en el drama de Florián Rei, «Audiencia pública» (1946) amb Alfredo Mayo, Paola Bàrbara i Alicia Palacios.
A partir dels anys cinquanta, Mary Santpere es va fer una immensa artista de teatre i de revistes musicals, alternant l'actuació teatral en català i castellà en revistes i espectacles musicals i en papers cinematogràfics, generalment còmics, basats sovint en el contrast entre els papers que representa i la seva humanitat, de grans dimension.
Batejada Reina del Paral·lel, el nom de la famosa avinguda on en aquella època estaven concentrats tots els teatres barcelonins, va tenir com a còmplice a Paco Martínez Soria però també a Àngel d'Andrés i va fer gires per Amèrica hispanoparlant i encara fins a Miami, EUA.
Va fer part del repartiment de pel·lícules molt taquilleres com «El difunto es un vivo» (1956), comèdia hilarant d'Iquino, dirigida aquesta vegada per Joan Lladó, la història d'un marit menyspreat que fa el mort i reapareix en bessó del difunt, i també «Miss Cuplé» (1959) de Pedro Lazaga, una paròdia de film sentimental versió Sara Montiel, amb la nostra Mary veritablement "desencadenada".
Va escriure també els primers capítols de la seva autobiografia (1963), va gravar vinils, presentar espectacles de circ. En la nova Espanya postfranquista, Mary Santpere, sempre amb el cor que li surt del pit i la rèplica viva i alta, va aparèixer en el film històric sobre Barcelona, La ciutat cremada (1976) d'Antoni Ribas i va treballar amb el cineasta català Ventura Pons.
El 1976 actuà en Don Juan Tenorio , amb Joan Capri. Va ser la inenarrable comtessa de «Patrimoni nacional» (1981) de Luis García Berlanga, que ens va fer un retrat, una obra mestra d'humor, d'aristòcrates nostàlgics d'una monarquia caduca malgrat el retorn dels Borbó al tron d'Espanya. I per descomptat la televisió li va demanar molt. El 1987, va perdre tràgicament al seu marit, un joier retirat barceloní, molt deprimit, quan es va suïcidar durant un viatge amb transbordador entre Barcelona i les Illes Balears. El seu cos va ser trobat al mar, uns dies més tard.
El 1984 la Generalitat de Catalunya li va concedir la Creu de Sant Jordi.
El 1989 va estar de gira a Mallorca amb l'obra teatral "Majòrica" de Xesc Forteza, sent una de les obres més aclamades pel públic, aquesta obra va ser gravada per la televisió catalana TV3.
Mary Santpere va morir de sobte en el vol Barcelona-Madrid el 23 de setembre de 1992 a l'edat de 79 anys. Va ser enterrada al Cementiri de Poblenou de Barcelona, on també hi son enterrats els seus pares.

## Familia i descendència
Es va casar amb Francesc de Paula Pigrau i Francisco (1940-1987) i tingueren dos fills, el Josep Maria Pigrau i Santpere i la Maria Rosa Pigrau i Santpere.

## Espectacles
- 1951. ¡Usted dirá!, amb Alady. Teatre Còmic de Barcelona.

## Pel·lícules
- 1938: Paquete o el fotógrafo público nº 1, d'Ignasi Ferrés i Iquino
- 1939: Los cuatro robinsones, d'Eduardo García Maroto
- 1941: El difunto es un vivo, de Juan Lladó
- 1943: Fin de curso, d'Ignasi Ferrés i Iquino
- 1943: Un enredo de familia, d'Ignasi Ferrés i Iquino
- 1943: Boda accidentada, d'Ignasi Ferrés i Iquino
- 1945: Ángela es así, de Ramón Quadreny
- 1946: Audiencia pública, de Florián Rey
- 1948: Botón de ancla, de Ramón Torrado
- 1948: Vida en sombras, de Llorenç Llobet-Gràcia
- 1954: Once pares de botas, de Francesc Rovira-Beleta
- 1956: Veraneo en España, de Miguel Iglesias
- 1956: Un heredero en apuros, de Miguel Iglesias
- 1959: Miss Cuplé, de Pedro Lazaga
- 1959: Parque de Madrid, d'Enrique Cahen Salaberry
- 1961: La viudita naviera, de Luis Marquina
- 1962: Detective con faldas, de Ricardo Núñez
- 1963: La batalla del domingo, de Luis Marquina
- 1966: Algunas lecciones de amor, de José María Zabalza
- 1968: La mini tía, d'Ignasi Ferrés i Iquino
- 1968: La viudita Ye-Ye, de Joan Bosch
- 1969: De Picos Pardos a la ciudad, d'Ignasi Ferrés i Iquino
- 1971: La casa de los Martínez, d'Agustín Navarro
- 1972: La liga no es cosa de hombres, d'Ignasi Ferrés i Iquino
- 1974: El pícaro, de Fernando Fernán Gómez
- 1976: La ciutat cremada, d'Antoni Ribas
- 1976: La mujer es un buen negocio, de Valerio Lazarov
- 1977: Préstamela esta noche, de Tulio Demicheli
- 1980: Los embarazados, de Joaquín Coll Espona
- 1981: Un millón por tu historia, d'Ignasi Ferrés i Iquino
- 1981: Su majestad la risa, de Ricardo Gascón
- 1981: Las aventuras de Zipi y Zape, d'Enrique Guevara
- 1981: Patrimoni nacional, de Luis García Berlanga
- 1982: J.R. contraataca, de Francisco Lara Polop
- 1982: Le llamaban J.R., de Francisco Lara Polop
- 1987: La rossa del bar, de Ventura Pons
- 1990: Makinavaja, el último choriso, de Carlos Suárez
- 1991: Aquesta nit o mai, de Ventura Pons

## Discografia
- 1951 ¡Dónde va, María...! / Colúmbia
- 1961 Mar Mare Nostrum, cançó premiada al 1r Festival de la Canción del Mediterráneo.
- 1963 Les caramelles / Zafiro
- 1963 Consells a les casades / Zafiro
- 1977 Cançons del meu pare / Pu-put (reeditat per Serdisco el 1992)
- 1977 La reina ha relliscat / Pu-put
- 1979 Mary Santpere presenta la comèdia musical / Pu-put (reeditat per Serdisco el 1992)

## Fons
El seu fons es conserva al Museu de les Arts Escèniques de Barcelona. Consta de retalls de premsa, textos, diàlegs, cançons, fotografies i 20 vestits. També es conserva part del fons del seu pare Josep Sant Pere.